# Ceresium
Ceresium är ett släkte av skalbaggar. Ceresium ingår i familjen långhorningar.

## Dottertaxa tillCeresium, i alfabetisk ordning[1]
- Ceresium adamsi
- Ceresium aethiops
- Ceresium affine
- Ceresium africanum
- Ceresium albomaculatum
- Ceresium albopubens
- Ceresium ambiguum
- Ceresium amplicolle
- Ceresium andamanicum
- Ceresium angustulum
- Ceresium annulicorne
- Ceresium apicale
- Ceresium australe
- Ceresium bicolor
- Ceresium binotatum
- Ceresium brevipes
- Ceresium carinatum
- Ceresium casilelium
- Ceresium clarkei
- Ceresium compressipenne
- Ceresium coreanum
- Ceresium coronarium
- Ceresium cribrum
- Ceresium curtipenne
- Ceresium cylindricellum
- Ceresium declaratum
- Ceresium decorum
- Ceresium delauneyi
- Ceresium discicolle
- Ceresium elatum
- Ceresium elongatum
- Ceresium epilais
- Ceresium fallaciosum
- Ceresium femoratum
- Ceresium flavicorne
- Ceresium flavipes
- Ceresium flavisticticum
- Ceresium furtivum
- Ceresium geniculatum
- Ceresium gracile
- Ceresium gracilipes
- Ceresium grandipenne
- Ceresium guamum
- Ceresium helleri
- Ceresium holophaeum
- Ceresium humerale
- Ceresium illidgei
- Ceresium immite
- Ceresium inaequalicolle
- Ceresium inerme
- Ceresium infranigrum
- Ceresium interiectum
- Ceresium jeanvoinei
- Ceresium lanigerum
- Ceresium lanuginosum
- Ceresium larvatum
- Ceresium lepidulum
- Ceresium leprosum
- Ceresium leucosticticum
- Ceresium lifuanum
- Ceresium lineigerum
- Ceresium longicorne
- Ceresium lucidum
- Ceresium lucifugum
- Ceresium ludificum
- Ceresium lumawigi
- Ceresium manchuricum
- Ceresium miserum
- Ceresium mjoebergi
- Ceresium nanyoanum
- Ceresium nigroapicale
- Ceresium nigrum
- Ceresium nilgiriense
- Ceresium nitidicolle
- Ceresium obscurum
- Ceresium olidum
- Ceresium opacum
- Ceresium pachymerum
- Ceresium particulare
- Ceresium perroudi
- Ceresium planatum
- Ceresium procerum
- Ceresium promissum
- Ceresium propinquum
- Ceresium pubescens
- Ceresium quadrimaculatum
- Ceresium raripilum
- Ceresium repandum
- Ceresium reticulatum
- Ceresium robustum
- Ceresium rotundicolle
- Ceresium rouyeri
- Ceresium rufum
- Ceresium rugulipenne
- Ceresium saipanicum
- Ceresium sculpticolle
- Ceresium scutellaris
- Ceresium seminigrum
- Ceresium senile
- Ceresium signaticolle
- Ceresium simplex
- Ceresium striatipenne
- Ceresium sublucidum
- Ceresium subuniforme
- Ceresium swatensis
- Ceresium testaceum
- Ceresium thyra
- Ceresium tibiale
- Ceresium tonkinense
- Ceresium usingeri
- Ceresium vacillans
- Ceresium vestigiale
- Ceresium vile
- Ceresium virens
- Ceresium wittmeri
- Ceresium vulneratum
- Ceresium yodai
- Ceresium yoshinoi
- Ceresium zeylanicum